# Szastały
Szastały – wieś w Polsce położona w województwie podlaskim, w powiecie bielskim, w gminie Bielsk Podlaski. Leży przy drodze krajowej 66.
Były przedmieściem Bielska położonym w starostwie bielskim w II połowie XVII wieku, Szastaly były położone w ziemi bielskiej województwa podlaskiego w 1795 roku. W latach 1975–1998 miejscowość administracyjnie należała do województwa białostockiego.

## Historia wsi
Szastały są jedną z sześciu „miejskich” wsi w okolicach Bielska Podlaskiego, których mieszkańcy korzystali z praw i przywilejów mieszczańskich. Wieś ta w dokumentach po raz pierwszy pojawia się w 1576 pod nazwą Koszczyno. W czasach pomiary włócznej wieś była osadzona na 29 włókach ziemi. 
W 1779 miejscowość wciąż nosiła nazwę Koszczyno i liczyła wówczas 41 domostw, w których mieszkali mieszczanie i 6 chat „komorników” – chłopów pańszczyźnianych. Większość chat w tym okresie stała po południowej stronie ulicy, a tylko siedem na północnej. Najczęściej występującym we wsi nazwiskiem było nazwisko Puhacz, które w późniejszym czasie zmieniło formę na Puhacewicz (dzisiaj – Pugacewicz).
Do 1839 mieszkańcy Szastał należeli do Preczyścieńskaj i Mikołajewskaj parafii w Bielsku Podlaskim. W tym właśnie roku zostali oni dołączeni do Michajłowskiej parafii.
W 1896 wieś liczyła 61 domostw zamieszkanych przez 309 mieszkańców.
Według Pierwszego Powszechnego Spisu Ludności, przeprowadzonego w 1921 r., wieś Szastały liczyła 126 mieszkańców (67 kobiet i 59 mężczyzn) zamieszkałych w 28 budynkach. Wszyscy ówcześni mieszkańcy miejscowości zadeklarowali białoruską przynależność narodową oraz wyznanie prawosławne. W okresie międzywojennym miejscowość znajdowała się w gminie Łubin.

## Inne
W latach dziewięćdziesiątych XX wieku, z inicjatywy o. Leontija Tofiluka i mieszkańców wsi, rozpoczęto budowę drewnianej cerkwi koło cmentarza według projektu Zacharego Szachowicza. Kamień węgielny pod świątynię Ikony Matki Bożej „Pomnożycielka Chlebów” położono 13 czerwca 1999. Cerkiew o zrębowej konstrukcji zbudował cieśla Józef Czołomiej z pobliskiej wsi Augustowo. Osadzona na planie krzyża budowla charakteryzuje się dużymi walorami estetycznymi i dobrze wpisuje się w krajobraz. Cerkiew podlega prawosławnej parafii św. Michała Archanioła (Michajłowskiej) w Bielsku Podlaskim. Ponadto we wsi znajduje się cmentarz prawosławny o powierzchni 0,3 ha założony w XIX wieku.
Natomiast wierni kościoła rzymskokatolickiego należą do parafii Miłosierdzia Bożego w Bielsku Podlaskim.